# Eucinetomorphus asturiensis
Eucinetomorphus asturiensis là một loài bọ cánh cứng trong họ Melandryidae. Loài này được Reitter miêu tả khoa học năm 1881.